# بهترین‌های جام جهانی فوتبال
بهترین‌های جام جهانی فوتبال، برندگان جایزه‌های مختلف جام جهانی فوتبال در طول تاریخ هستند.
لیونل مسی بازیکن تیم ملی فوتبال آرژانتین تنها بازیکن در تاریخ جام جهانی فوتبال است که ۲ بار (۲۰۱۴ و ۲۰۲۲) برنده جایزه بهترین بازیکن جام (توپ طلا) شده است.

## توپ طلا
توپ طلا جایزه بهترین بازیکن جام جهانی فوتبال است:
| جام جهانی       | بهترین بازیکن | دومین بازیکن برتر   | سومین بازیکن برتر     |
| --------------- | ------------- | ------------------- | --------------------- |
| ۱۹۳۰ اروگوئه    | خوزه نازاتسی  | گیرمو استابیله      | خوزه لئوناردو آندراده |
| ۱۹۳۴ ایتالیا    | جوزپه مئاتزا  | ماتیاس زیندلار      | اولدریش نیدلی         |
| ۱۹۳۸ فرانسه     | لئونیداس      | سیلویو پیولا        | گئورگی سروسی          |
| ۱۹۵۰ برزیل      | زیزینیو       | خوان آلبرتو شیافینو | آدمیر                 |
| ۱۹۵۴ سوئیس      | فرانس پوشکاش  | ساندور کوچیس        | فریتس والتر           |
| ۱۹۵۸ سوئد       | دیدی          | پله                 | ژوست فونتن            |
| ۱۹۶۲ شیلی       | گارینشا       | یوزف ماسوپوست       | لئونل سانچز           |
| ۱۹۶۶ انگلستان   | بابی چارلتون  | بابی مور            | اوزه‌بیو               |
| ۱۹۷۰ مکزیک      | پله           | ژرسون               | گرد مولر              |
| ۱۹۷۴ آلمان غربی | یوهان کرایف   | فرانتس بکن‌باوئر     | کازیمیرز دینا         |
| ۱۹۷۸ آرژانتین   | ماریو کمپس    | پائولو روسی         | دیرسیو                |

| جام جهانی          | توپ طلا            | توپ نقره       | توپ برنز            |
| ------------------ | ------------------ | -------------- | ------------------- |
| ۱۹۸۲ اسپانیا       | پائولو روسی        | فالکائو        | کارل-هاینتس رومنیگه |
| ۱۹۸۶ مکزیک         | دیگو مارادونا      | هارالد شوماخر  | پربن الکیر لارسن    |
| ۱۹۹۰ ایتالیا       | سالواتوره اسکیلاچی | لوتار ماتئوس   | دیگو مارادونا       |
| ۱۹۹۴ ایالات متحده  | روماریو            | روبرتو باجو    | هریستو استویچکوف    |
| ۱۹۹۸ فرانسه        | رونالدو            | داور شوکر      | لیلیان تورام        |
| ۲۰۰۲ کره/ژاپن      | الیور کان          | رونالدو        | هونگ میونگ-بو       |
| ۲۰۰۶ آلمان         | زین‌الدین زیدان     | فابیو کاناوارو | آندره‌آ پیرلو        |
| ۲۰۱۰ آفریقای جنوبی | دیگو فورلان        | وسلی اسنایدر   | داوید ویا           |
| ۲۰۱۴ برزیل         | لیونل مسی          | توماس مولر     | آرین روبن           |
| ۲۰۱۸ روسیه         | لوکا مودریچ        | ادن آزار       | آنتوان گریزمن       |
| ۲۰۲۲ قطر           | لیونل مسی          | کیلیان امباپه  | لوکا مودریچ         |

## کفش طلا
کفش طلا (Golden Shoe) یا چکمه طلا (Golden Boot) جایزه‌ای است که به زننده بیشترین گل در هر دوره جام جهانی فوتبال داده می‌شود:
| جام جهانی                 | بهترین گلزن                                                           | تعداد گل‌ها | رتبه دوم                                               | تعداد گل‌ها | رتبه سوم                                                     | تعداد گل‌ها |
| ------------------------- | --------------------------------------------------------------------- | ---------- | ------------------------------------------------------ | ---------- | ------------------------------------------------------------ | ---------- |
| ۱۹۳۰ اروگوئه              | گیرمو استابیله                                                        | ۸          | پدرو سی                                                | ۵          | برت پیتنود                                                   | ۴          |
| ۱۹۳۴ ایتالیا              | اولدریش نیدلی                                                         | ۵(۱)       | ادموند کونن آنجلو سکیاویو                              | ۴          | هیچکس                                                        |            |
| ۱۹۳۸ فرانسه               | لئونیداس                                                              | ۷(۲)       | گئورگی سروسی گیولا زنگلر سیلویو پیولا                  | ۵          | هیچکس                                                        |            |
| ۱۹۵۰ برزیل                | ادمیر                                                                 | ۸(3)       | اسکار میکوئز                                           | ۵          | آلچدس گیجیا شیکو استانیسلاو باسورا تلمو زارا                 | ۴          |
| ۱۹۵۴ سوئیس                | ساندور کوچیس                                                          | ۱۱         | یوزف هوگی ماکس مورلوک اریش پروبست                      | ۶          | هیچکس                                                        |            |
| ۱۹۵۸ سوئد                 | ژوست فونتن                                                            | ۱۳         | پله هلموت ران                                          | ۶          | هیچکس                                                        |            |
| ۱۹۶۲ شیلی                 | فلوریان آلبرت والنتین ایوانوف گارینشا واوا دراژان یرکوویچ لئونل سانچز | ۴          | هیچکس                                                  |            | هیچکس                                                        |            |
| ۱۹۶۶ انگلستان             | اوزه‌بیو                                                               | ۹          | هلموت هالر                                             | ۶          | والری پرکویان جف هرست فرنک بنه فرانتس بکن‌باوئر               | ۴          |
| ۱۹۷۰ مکزیک                | گرد مولر                                                              | ۱۰         | جرزینیو                                                | ۷          | تئوفیلو کوبیلاس                                              | ۵          |
| جام جهانی فوتبال ۱۹۷۴     | گرژگورژ لاتو                                                          | ۷          | آندرژی سارماش یوهان نیکنز                              | ۵          | رالف اردستورم گرد مولر جانی رپ                               | ۴          |
| جام جهانی فوتبال ۱۹۷۸     | ماریو کمپس                                                            | ۶          | تئوفیلو کوبیلاس راب رنسنبرینک                          | ۵          | لئوپلدو لوگو هانس کرانکل                                     | ۴          |
| جام جهانی فوتبال ۱۹۸۲ (4) | پائولو روسی                                                           | ۶          | کارل-هاینتس رومنیگه                                    | ۵          | زیکو ژبیگنی بونیک                                            | ۴          |
| جام جهانی فوتبال ۱۹۸۶     | گری لینکر                                                             | ۶          | امیلیو بوتراگوئنو کاره‌کا (بازیکن فوتبال) دیگو مارادونا | ۵          | ایگور بلانوف پربن الکیر لارسن آلساندرو آلتوبلی خورخه والدانو | ۴          |
| جام جهانی فوتبال ۱۹۹۰     | سالواتوره سکیلاچی                                                     | ۶          | توماس اسکوراوی                                         | ۵          | روژه میلا میشل لوتار ماتئوس گری لینکر                        | ۴          |
| جام جهانی فوتبال ۱۹۹۴     | اولگ سالنکو(5) هریستو استویچکوف                                       | ۶          | یورگن کلینزمن کنت اندرسن روبرتو باجو روماریو           | ۵          | گابریل باتیستوتا فلورین ردوسکیو مارتین دالین                 | ۴          |
| جام جهانی فوتبال ۱۹۹۸     | داور شوکر                                                             | ۶          | گابریل باتیستوتا کریستین ویری                          | ۵          | Luis Hernández مارسلو سالاس رونالدو                          | ۴          |
| جام جهانی فوتبال ۲۰۰۲     | رونالدو                                                               | ۸(6)       | میروسلاو کلوزه ریوالدو                                 | ۵          | یان دال توماسون کریستین ویری                                 | ۴          |
| جام جهانی فوتبال ۲۰۰۶     | میروسلاو کلوزه                                                        | ۵          | هرنان کرسپو                                            | ۳          | رونالدو                                                      | ۳          |
| جام جهانی فوتبال ۲۰۱۰     | توماس مولر                                                            | ۵(7)       | داوید ویا                                              | ۴(7)       | وسلی اسنایدر                                                 | ۴(7)       |
| جام جهانی فوتبال ۲۰۱۴     | خامس رودریگز                                                          | ۶          | توماس مولر                                             | ۵          | نیمار                                                        | ۴          |
| جام جهانی فوتبال ۲۰۱۸     | هری کین                                                               | ۶(3)       | آنتوان گریزمن                                          | ۴(3)       | روملو لوکاکو                                                 | ۴          |
| جام جهانی فوتبال ۲۰۲۲     | کیلیان امباپه                                                         | ۸          | لیونل مسی                                              | ۷          | الیویه ژیرو                                                  | ۴          |

## دستکش طلایی
دستکش طلایی جایزه بهترین دروازه‌بان جام جهانی فوتبال است:
| جام جهانی             | دروازه‌بان تیم ستارگان جام |
| --------------------- | ------------------------- |
| جام جهانی فوتبال ۱۹۳۰ | انریکه بالستررو           |
| جام جهانی فوتبال ۱۹۳۴ | ریکاردو زامورا            |
| جام جهانی فوتبال ۱۹۳۸ | فرانتیشک پلانیچکا         |
| جام جهانی فوتبال ۱۹۵۰ | روکه ماسپولی              |
| جام جهانی فوتبال ۱۹۵۴ | دیولا گروشیچ              |
| جام جهانی فوتبال ۱۹۵۸ | هری گرگ                   |
| جام جهانی فوتبال ۱۹۶۲ | ویلیام شرویف              |
| جام جهانی فوتبال ۱۹۶۶ | گوردون بنکس               |
| جام جهانی فوتبال ۱۹۷۰ | لادیسلائو مازورکیویش      |
| جام جهانی فوتبال ۱۹۷۴ | سپ مایر                   |
| جام جهانی فوتبال ۱۹۷۸ | اوبالدو فیلول             |
| جام جهانی فوتبال ۱۹۸۲ | دینو زوف                  |
| جام جهانی فوتبال ۱۹۸۶ | ژان-ماری فاف              |
| جام جهانی فوتبال ۱۹۹۰ | سرجیو گوی‌کوچه‌آ            |

در سال ۱۹۹۴ به جایزه لئو یاشین تغییر نام داده شد:
| جام جهانی             | برنده جایزه لئو یاشین |
| --------------------- | --------------------- |
| جام جهانی فوتبال ۱۹۹۴ | میشل پرودوم           |
| جام جهانی فوتبال ۱۹۹۸ | فابین بارتز           |
| جام جهانی فوتبال ۲۰۰۲ | الیور کان             |
| جام جهانی فوتبال ۲۰۰۶ | جانلوئیجی بوفون       |

در سال ۲۰۱۰ به دستکش زرین تغییر نام داد:
| جام جهانی             | برنده جایزه دستکش زرین |
| --------------------- | ---------------------- |
| جام جهانی فوتبال ۲۰۱۰ | ایکر کاسیاس            |
| جام جهانی فوتبال ۲۰۱۴ | مانوئل نویر            |
| جام جهانی فوتبال ۲۰۱۸ | تیبو کورتوا            |
| جام جهانی فوتبال ۲۰۲۲ | امیلیانو مارتینز       |

## بهترین بازیکن جوان
بهترین بازیکن جوان:
| جام جهانی         | بازیکن جوان     | سن |
| ----------------- | --------------- | -- |
| ۱۹۵۸ سوئد         | پله             | ۱۶ |
| ۱۹۶۲ شیلی         | ماهور جونی ساعد | ۲۰ |
| ۱۹۶۶ انگلستان     | فرانتس بکن‌باوئر | ۲۰ |
| ۱۹۷۰ مکزیک        | تئوفیلو کوبیلاس | ۲۱ |
| ۱۹۷۴ آلمان غربی   | ولادزلف مودا    | ۲۰ |
| ۱۹۷۸ آرژانتین     | آنتونیو کابرینی | ۲۰ |
| ۱۹۸۲ اسپانیا      | مانوئل آماروس   | ۲۱ |
| ۱۹۸۶ مکزیک        | انزو اسکیفو     | ۲۰ |
| ۱۹۹۰ ایتالیا      | رابرت پروسینچکی | ۲۱ |
| ۱۹۹۴ ایالات متحده | مارک اورمارس    | ۲۱ |
| ۱۹۹۸ فرانسه       | مایکل اوون      | ۱۸ |
| ۲۰۰۲ کره و ژاپن   | لندون داناون    | ۲۰ |

جایزه بهترین بازیکن جوان که از سال ۲۰۰۶ اعطا شده‌است:
| جام جهانی          | برنده جایزه بهترین بازیکن جوان | سن |
| ------------------ | ------------------------------ | -- |
| ۲۰۰۶ آلمان         | لوکاس پودولسکی                 | ۲۱ |
| ۲۰۱۰ آفریقای جنوبی | توماس مولر                     | ۲۰ |
| ۲۰۱۴ برزیل         | پل پوگبا                       | ۲۱ |
| ۲۰۱۸ روسیه         | کیلین ام‌باپه                   | ۱۹ |
| ۲۰۲۲ قطر           | انزو فرناندز                   | ۲۱ |